# Malechin (gromada)
Malechin (alt. Malachin) – dawna gromada, czyli najmniejsza jednostka podziału terytorialnego Polskiej Rzeczypospolitej Ludowej w latach 1954–1972.
Gromady, z gromadzkimi radami narodowymi (GRN) jako organami władzy najniższego stopnia na wsi, funkcjonowały od reformy reorganizującej administrację wiejską przeprowadzonej jesienią 1954 do momentu ich zniesienia z dniem 1 stycznia 1973, tym samym wypierając organizację gminną w latach 1954–1972.
Gromadę Malechin z siedzibą GRN w Malechinie (w obecnym brzmieniu Malachin) utworzono – jako jedną z 8759 gromad na obszarze Polski – w powiecie chojnickim w woj. bydgoskim, na mocy uchwały nr 24/5 WRN w Bydgoszczy z dnia 5 października 1954. W skład jednostki weszły obszary dotychczasowych gromad Malechin, Mokre (z miejscowością Rówki i leśnictwem Listewka) i Łubna (z miejscowością Koszary) oraz przysiółki nadleśnictwa Czersk i leśnictwa Czersk z dotychczasowej gromady Cis ze zniesionej gminy Czersk w tymże powiecie. Dla gromady ustalono 21 członków gromadzkiej rady narodowej.
Gromadę zniesiono 31 grudnia 1959, a jej obszar włączono do nowo utworzonej gromady Czersk w tymże powiecie.